# Jerzy Denhoff
Jerzy Albrecht Denhoff (7 april 1640 - Kielce, 16 maart 1702) was groot-kanselier van de Kroon, de 60e bisschop van Krakau, bisschop van Kamień en Przemyśl.

## Biografie
Jerzy Denhoff was een telg van het Poolse adellijke geslacht Denhoff, clan Denhoff. Hij volgde een theologische studie aan de Pauselijke Universiteit Gregoriana in Rome. Denhoff werd in 1671 benoemd tot de afgevaardigde van het Kapittel van Poznań bij het Kroon Tribunaal in Lublin.
Denhoff werd in 1688 de groot-kanselier onder August II van Polen en eiste de doodstraf voor de filosoof Kazimierz Łyszczyński nadat bekend werd dat hij een atheïst was. Łyszczyński werd in 1689 geëxecuteerd.
De bisschop is in de familiecrypte onder de Sint-Pauluskapel van Jasna Góra bijgezet.

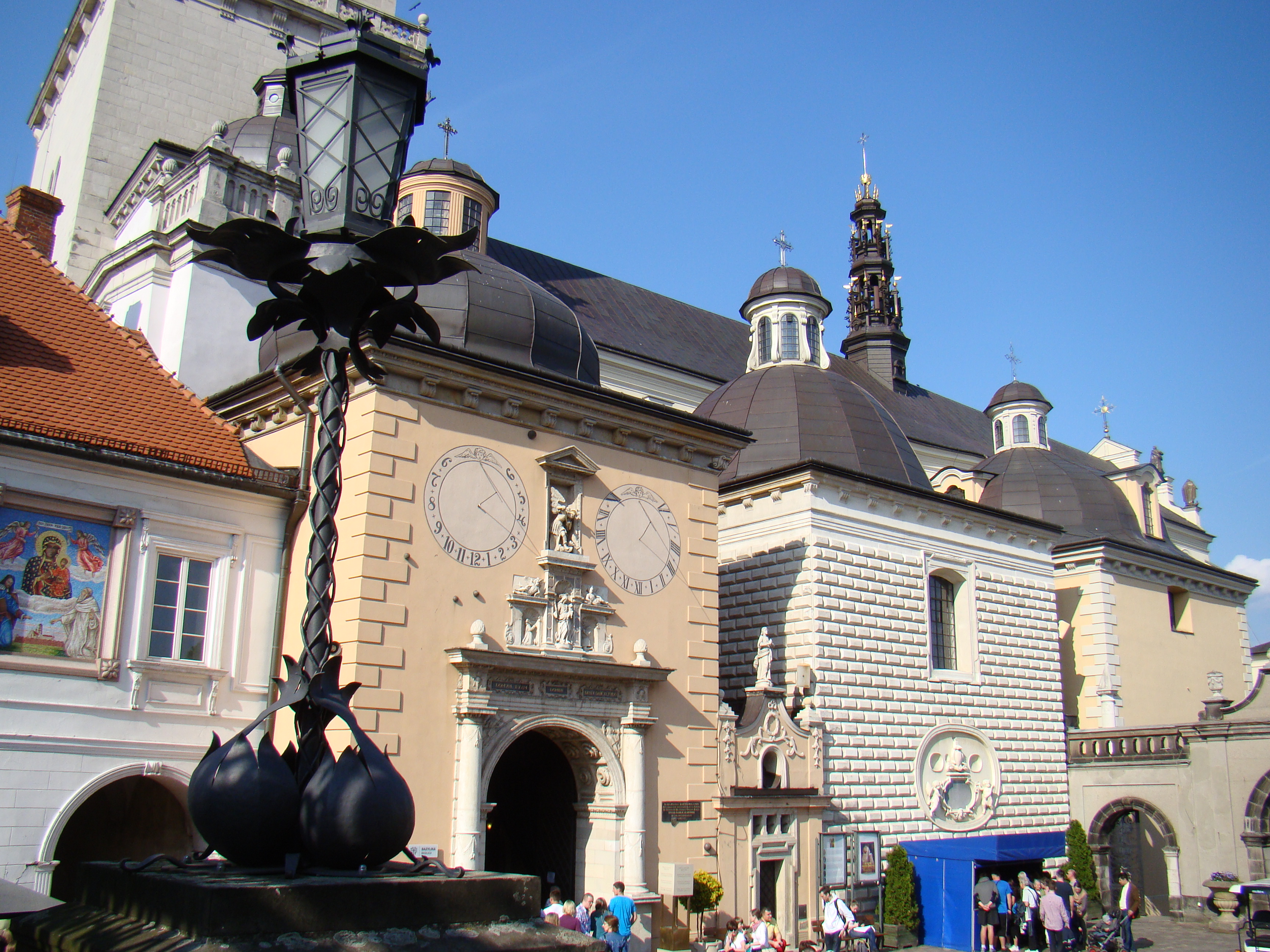
Sint-Pauluskapel, Jasna Góra

- International Standard Name Identifier: 0000 0001 1377 2112
- Virtual International Authority File: 166305953